# تعامد منظم
تعامد مُنَظَّم أو تعامد ممنظم أو تعامد وتجانس (بالإنجليزية: Orthonormality)‏ في الجبر الخطي، يكون متجهان متعامدتين منظمتين في فضاء الجداء الداخلي إذا كانا متعامدتين ومتجهين وحدويتين. تشكل مجموعة متجهات مجموعة متعامدة منظمة إذا كانت جميع المتجهات في المجموعة متعامدة بشكل متبادل ولها طول موحد. كل مجموعة متعامدة منظمة تشكل قاعدة تسمى قاعدة متعامدة منظمة.